# Sylvia Morales
Sylvia Morales (* 1943) je americká režisérka. Narodila se v arizonském Phoenixu, ale vyrůstala v Jižní Kalifornii. Studovala na Kalifornské univerzitě v Los Angeles. V roce 1979 natočila snímek Chicana, který mapuje historii mexických domorodých žen. Režírovala například epizody seriálu Resurrection Blvd. V devadesátých letech se jako režisérka a scenáristka podílela na seriálu Women: Stories of Passion.